# トマス・ヴィンターベア
トマス・ヴィンターベア（Thomas Vinterberg, 1969年5月19日 - ）はデンマーク出身の映画監督。ラース・フォン・トリアーとドグマ95を共同で始めたことで知られる。

## 略歴
コペンハーゲン生まれ。1993年にデンマーク国立映画学校（National Film School of Denmark）を卒業。在学中の作品で国際学生映画祭において高い評価を得、その後短編映画・テレビ映画などでも注目されるようになる。
国際的に知られるようになった作品は1998年のドグマ95映画『セレブレーション』で、この作品でカンヌ国際映画祭審査委員賞を受賞。
2008年にはメタリカの楽曲「The Day That Never Comes」のミュージックビデオを手がけた。
2010年の『光のほうへ』はベルリン国際映画祭コンペティション部門で上映、2012年の『偽りなき者』はカンヌ国際映画祭コンペティション部門で上映し、主演のマッツ・ミケルセンがカンヌ国際映画祭 男優賞を受賞、アカデミー外国語映画賞にもノミネートされ、2020年の『アナザーラウンド』で同賞を受賞した。

## フィルモグラフィ
- セレブレーション The Celebration (1998) 監督・脚本
- アンビリーバブル It's All About Love (2003) 監督・脚本
- ディア・ウェンディ Dear Wendy (2005) 監督
- 光のほうへ Submarino (2010) 監督・脚本
- 偽りなき者 Jagten (2012) 監督・脚本
- 遥か群衆を離れて Far from the Madding Crowd (2015) 監督
- ザ・コミューン Kollektivet (2016) 監督・脚本・原作
- 潜水艦クルスクの生存者たち Kursk (2018) 監督
- アナザーラウンド Druk (2020) 監督・脚本